# Lullin
Lullin is een gemeente in het Franse departement Haute-Savoie (regio Auvergne-Rhône-Alpes) en telt 733 inwoners (2005). De plaats maakt deel uit van het arrondissement Thonon-les-Bains.

## Geografie
De oppervlakte van Lullin bedraagt 13,4 km², de bevolkingsdichtheid is 54,7 inwoners per km².
De onderstaande kaart toont de ligging van Lullin met de belangrijkste infrastructuur en aangrenzende gemeenten.

## Demografie
Onderstaande figuur toont het verloop van het inwonertal (bron: INSEE-tellingen).